# Rockford (Alabama)
Rockford é uma cidade  localizada no estado americano de Alabama, no Condado de Coosa.

## Demografia
Segundo o censo americano de 2000, a sua população era de 428 habitantes.
Em 2006, foi estimada uma população de 400, um decréscimo de 28 (-6.5%).

## Geografia
De acordo com o United States Census Bureau, a localidade tem uma área de 8,6 km², sem área coberta por água. Rockford localiza-se a aproximadamente 225 m acima do nível do mar.

## Localidades na vizinhança
O diagrama seguinte representa as localidades num raio de 40 km ao redor de Rockford.